# Imre Kiralfy

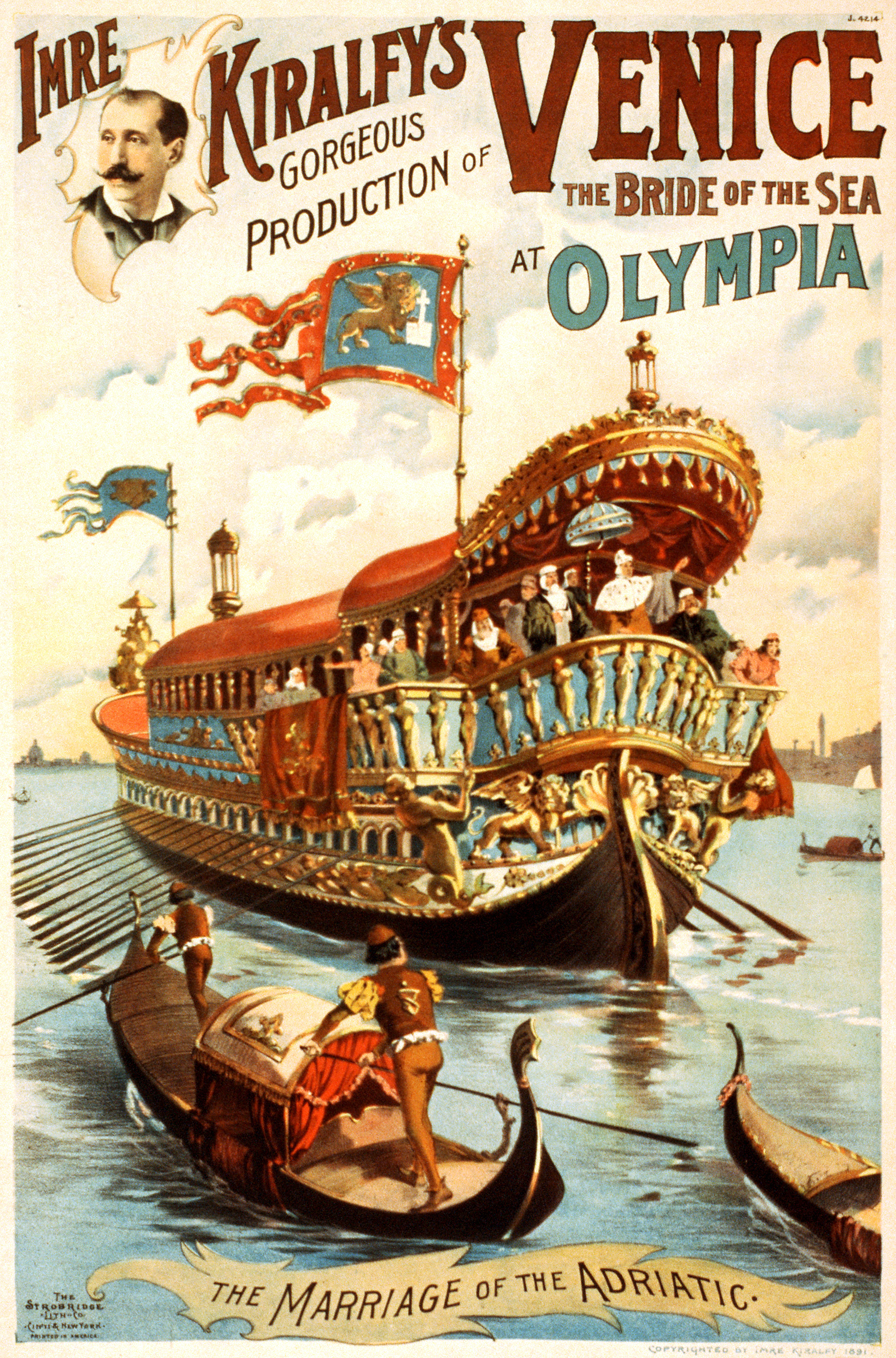
Veranstaltungsplakat für Venice. The Bride of the Sea (1891)

Imre Kiralfy, auch Imre Konigsbaum, (* 1. Januar 1845 in Pest; † 27. April 1919 in Brighton) war ein ungarnstämmiger Impresario und Veranstaltungsmanager. Er und sein Bruder Bolossy wurden unter dem Namen Kiralfy brothers berühmt, wobei auch weitere Familienangehörige zu der gemeinsamen Tanztruppe und Festivalproduktion beitrugen.

## Frühe Jahre
Imre Kiralfy war das älteste von sieben Kindern des Textilfabrikanten Jacob Konigsbaum und dessen Frau Anna Rosa Weisberger. Die Familie war wohlhabend und jüdischer Herkunft. Der Vater Jacob Konigsbaum war ein prominenter Unterstützer der Ungarischen Revolution 1848/1849 und entging nur knapp einer Verhaftung durch die österreichischen Behörden. In der Folge ging das Familienunternehmen insolvent, und die Familie verarmte.
Kiralfy zeigte schon früh Talente für Musik, Kunst und insbesondere Tanz. Im Alter von vier Jahren hatte er sein Bühnendebüt als ungarischer Volkstänzer in Carl Maria von Webers Preciosa unter dem Namen Kiralfy. Die gesamte Familie nahm diesen Namen an, auch, um die Verwandtschaft mit dem revolutionären Vater zu verschleiern. Wenige Jahre später trat Imre Kiralfy vor dem preußischen König Friedrich Wilhelm IV. auf. Imre Kiralfys jüngerer Bruder Bolossy (1848–1932) trat bald gemeinsam mit seinem Bruder auf; die Mutter managte die Karrieren ihrer Söhne, die durch die großen Städte in Deutschland und Österreich auf Tournee gingen und als Wunderkinder galten. Später traten die anderen Geschwister gemeinsam mit den Brüdern auf; die Schwestern Haniola, Emile und Katie wie der jüngste Bruder Arnold traten der Tanztruppe von Imre und Bolossy bei. Nur ein Bruder, Ronald, blieb abseits. Als Imre Kiralfy acht Jahre alt war, wollte er zunächst Zauberer werden, dann jedoch entschied er sich für die Musik, lernte Klavier und Geige und komponierte. Er war 14, als ein Orchester in Mailand eine Komposition von ihm spielte.
1867 besuchte Imre Kiralfy in Paris die Weltausstellung auf dem Champ de Mars, was ihn zu seiner Berufswahl als Veranstalter inspirierte. Schon im Jahr darauf sprang er in Brüssel kurzfristig als Organisator eines einwöchigen Stadtfestes ein mit vielfältigen Veranstaltungen aus Oper, Theater und Sport; bei der Umsetzung wurde er von 4000 Soldaten unterstützt.

## In den USA
Obwohl die Veranstaltung in Brüssel ein Erfolg war, sah Kiralfy in Europa keine Zukunft für seine Pläne und ging 1869 in die Vereinigten Staaten, wo er die nächsten 25 Jahre blieb. 1872 heiratete er die Engländerin Marie Graham (1851–1942) in New York, sie hatten neun Kinder. 1876 bauten die Brüder Kiralfy den Alhambrapalast (später South Broad Street Theater) in Philadelphia, wo sie mehrere Jahre ihre Aufführungen produzierten. In den USA inszenierte Kiralfy weitere szenische Großaufführungen wie The Black Crook, Round the World in 80 Days nach Jules Verne, The Life of Columbus für die World’s Columbian Exposition, das rund zwei Jahre lang über das Ende der Ausstellung hinaus zu sehen war. Im Chicago Auditorium zeigte er die Show 400 years of American History, die im Zusammenhang mit der Columbian Exposition 1893 zum vierhundertjährigen Jubiläum der Anlandung Kolumbus in rund siebeneinhalb Monaten über eine Million Dollar einspielte. Andere Shows von Kiralfy waren The Fall of Babylon und Nero and the Burning of Rome sowie Our Naval Victories 1889 in New York, 1898 sowie Women of all Nations (1900) und China, or the Relief of the Legations 1901. Für Nero ließ Kiralfy ein Freilufttheater auf Staten Island errichten. In den USA lernte er auch P. T. Barnum kennen und produzierte mit ihm unter anderem gemeinsam Nero and the Burning of Rome in London.

## In England

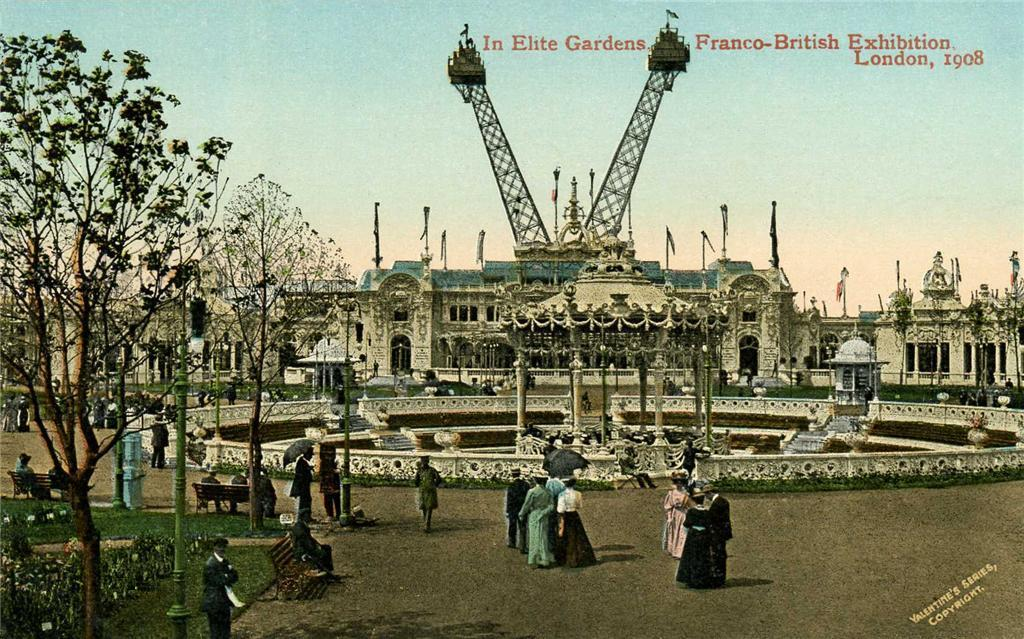
Sicht auf die Franco-British Exhibition (1908)

Anschließend zog Imre Kiralfy nach England, wo er Direktor der London Exhibitions Limited wurde und weitere Großspektakel auf die Beine stellte. So organisierte er eine permanente Ausstellung in Shepherd’s Bush und baute ein Mini-Venedig im Olympia, um zu demonstrieren, was Maschinenkraft, Wasser und Strom bewerkstelligen können. Das Veranstaltungsgelände Earls Court Exhibition Ground wurde modernisiert und es folgten jährlich Ausstellungen wie Empire of India, India and Ceylon, The Victorian Era, The Universal Exhibition, Greater Britain, Woman’s, International, The Military Exhibition, Paris in London und die Imperial Austrian Exhibition.
Etwa 1905 entsprach das Gelände Earls Court nicht mehr den Vorstellungen von Kiralfy, und er plante mit seinem Sohn die ausgedehnte Große Weiße Stadt in Shepherd’s Bush. Es wurden palastartige weiße Gebäude im orientalischen Stil errichtet, die 1908 zur Franco-British Exhibition eröffnet wurden; die Ausstellung sollte die Entente cordiale zwischen den beiden Ländern dokumentieren. Das Gelände umfasste 20 Paläste und 120 weitere Ausstellungsgebäude auf rund 570.000 Quadratmetern, die von 120.000 Arbeitern erbaut wurden. Die Ausstellung zog mehr als acht Millionen Besucher an. Der englische König Eduard VII. und der französische Präsident Armand Fallières besuchten die Ausstellung gemeinsam, und Imre Kiralfy schrieb später in seiner Autobiografie:
„I knew that the result had justified all the labour. That was the proudest day of my life.“ (dt. „Ich wusste, dass das Ergebnis all die Arbeit rechtfertigte. Das war der stolzeste Tag meines Lebens.“)
Auch die Olympischen Spiele 1908 fanden in der „Weißen Stadt“ statt, für die ein entsprechendes Stadion gebaut wurde. Kiralfys Sohn Edgar nahm an diesen Olympischen Spielen als Läufer über 100 Meter teil. 1910 fand in der Weißen Stadt eine fünfmonatige Japanese-British Exhibition statt und 1914 die British-American Exhibition.
Der Ausbruch des Ersten Weltkriegs bedeutete das Ende für Kiralfys Unternehmungen. 1919 starb er an einem Herzinfarkt und wurde in einem Mausoleum auf dem Kensal Green Cemetery beerdigt. 1921 ließ seine Witwe den Leichnam einäschern und ihn 1924 in einem weiteren Mausoleum auf dem Green-Wood Cemetery in New York zur letzten Ruhe betten.